# TM88
TM88, noto anche come TrackMan 88, pseudonimo di Bryan Lamar Simmons (Miami, 4 aprile 1987), è un produttore discografico e disc jockey statunitense.
Fa parte del gruppo di produzione discografica statunitense 808 Mafia, del quale è uno dei principali esponenti.

## Biografia
Nel 2009, TM88, che all'epoca aveva 22 anni, iniziò a produrre basi strumentali per Slim Dunkin, artista alla 1017 records prima del suo omicidio nel 2011. Conobbe Southside, con il quale iniziò presto a collaborare. Southside più tardi lo invitò a collaborare col suo collettivo 808 Mafia. Nel 2012, TM88 ricevette la sua prima offerta come produttore discografico da parte di una major per la canzone "Lurking" di Waka Flocka Flame rilasciata nel suo secondo album in studio Triple F Life.
Nel 2013 TM88 collaborò con importanti rapper come Future e Gucci Mane. Nel 2014 ottenne una produzione per il secondo album in studio di Future Honest per la traccia Special.
Nel 2020 scrive la prefazione ad un libro italiano, edito da Hoepli: "Trap Game. I sei comandamenti del nuovo hip-hop", del giornalista Andrea Bertolucci.

## Discografia

### Album
- 2016 Rude Awakening (con Wiz Khalifa & Juicy J; come TGOD Mafia)

### Produzione discografica
- 2013 - Ace Hood - Pray for Me
- 2013 - Cash Out - Another Country ft. Future
- 2013 - Casino - Done It All ft. Young Scooter
- 2013 - Chief Keef - Where Get it
- 2013 - Future - Chosen One ft. Rocko
- 2013 - Future - Chosen One
- 2013 - Future - Everything Ours ft. Young Scooter
- 2013 - Future - Keep On Shining ft. Casino
- 2013 - Future - D.N.A
- 2013 - Future - Mark McGwire
- 2013 - Future - Club On Smash
- 2013 - Future - Day One
- 2013 - Future - Take This 4 Granted
- 2013 - Future - You Wonder ft. Busta Rhymes and Rocko
- 2013 - Gucci Mane - Rather Be ft. Keyshia Dior
- 2013 - Gucci Mane - One Minute
- 2013 - Gucci Mane - You A Drug
- 2013 - Gucci Mane - Trap House 3 ft. Rick Ross
- 2013 - Gucci Mane - Darker ft. Chief Keef
- 2013 - Gucci Mane - Geekin ft. Waka Flocka
- 2014 - Cash Out - Juice
- 2014 - Doe B - Da Truth
- 2014 - Future - Special
- 2014 - Future - After That ft. Lil Wayne
- 2014 - Gucci Mane - Match Maker
- 2014 - Young Thug - Boy
- 2014 - K Camp - Oh No
- 2014 - LL Cool J - Break Your Face
- 2014 - Migos - Trouble ft. T.I.
- 2014 - Migos - Trap Dab ft. Hoodrich, Pablo, Jose Guapo, Peewee Longway
- 2014 - Migos - Pop That
- 2014 - Que - Jungle Fever ft. T.I.
- 2014 - Rocko - Luv
- 2014 - Rocko - Get the Fuck Outta Here
- 2014 - Rocko - Phenomenal Woman
- 2014 - Rocko - Good ft. Lil Wayne
- 2014 - Tracy T - No Reason ft. Que
- 2014 - Tracy T - On Me
- 2014 - Travis Porter - No Understanding
- 2014 - Wiz Khalifa - How To Be Real
- 2014 - Wiz Khalifa - Let'R
- 2014 - Young Thug - No Fuck
- 2014 - Young Thug - Every Morning
- 2014 - Young Thug - Cash Talk
- 2014 - Young Thug - Danny Glover ft. Nicki Minaj
- 2014 - Young Thug - Ill (Ewww)
- 2014 - Zach Farlow - Toast
- 2014 - Zach Farlow - Keep
- 2015 - Tracy T - Shoot Em Up
- 2015 - Jeezy - God
- 2015 - Tracy T - Shoot Em Up
- 2015 - 2 Chainz - Big Meech Era
- 2015 - Drake - Company ft. Travi$ Scott
- 2015 - Travis Scott - Nothing But Net ft. PartyNextDoor, Young Thug
- 2015 - French Montana - 5 Mo ft. Lil Durk, Travi$ Scott
- 2015 - French Montana - All Hustle No Luck ft. Will.I.Am, Lil Durk
- 2015 - French Montana - Moses ft. Chris Brown, Migos, Travi$ Scott
- 2015 - Future - Fetti
- 2015 - Future - Showed Up
- 2015 - Future - Codeine Crazy
- 2015 - Future - All these Bitches ft. Waka Flocka
- 2015 - Gucci Mane - Young Niggas
- 2016 - Future – Seven Rings
- 2016 - Wiz Khalifa – Bake Sale 2016
- 2016 - Juicy J - You and I ft. Ty Dolla $ign
- 2016 - PartyNextDoor – Party at 8
- 2016 - Pee Wee Long Way - Jackie Tan ft. Wiz Khalifa, Juicy J
- 2016 - Suber - Tony Soprano
- 2017 - Lil Pump - Foreign
- 2017 - Lil Uzi Vert - XO Tour Llif3
- 2017 - Big Boi - In the South ft. Gucci Mane, Pimp C
- 2017 - MoneyBagg Yo - Heartless
- 2017 - Famous Dex - Maybach ft. Rich The Kid
- 2017 - Juicy J - One Of Them
- 2017 - Blac Youngsta - Venting
- 2017 - Huncho Jack - Motorcycle Patches ft. Travis Scott, Quavo
- 2017 - Doggish - Nephew Texas Boy ft. Waka Flocka, Stalley
- 2017 - Future – Group Home ft. Young Thug
- 2018 - XXXTentacion - going down!
- 2020 - Lil Uzi Vert - P2